# زعاق أسود الصدر
قوال أسود الصدر أو زعاق أسود الصدر (الاسم العلمي Eudynamys melanorhynchus)، طائر من الزعاق وفصيلة الوقواقية. موطنه إندونيسيا في جزيرة سولاوسي وجزر سولا وجزر توجيان وجزيرة بانغّاي.